# Centrale nucléaire de Springfield
 (octobre 2024).
Si vous disposez d'ouvrages ou d'articles de référence ou si vous connaissez des sites web de qualité traitant du thème abordé ici, merci de compléter l'article en donnant les références utiles à sa vérifiabilité et en les liant à la section « Notes et références ».
La centrale nucléaire de Springfield est une entreprise fictive qui emploie Homer Simpson dans la série télévisée d'animation Les Simpson.
Charles Montgomery Burns en est le propriétaire et le dirigeant. Il est seul à prendre les décisions.
Matt Groening, qui a passé son enfance à Portland dans l'Oregon, a été très probablement inspiré par la centrale nucléaire Trojan, aujourd'hui démolie, mais qui a connu de nombreux incidents de conception entre 1975 et sa fermeture prématurée en 1993. On remarquera également qu'elle était située à Rainier, ce qui fait penser à un personnage de la série : Rainier Wolfcastle,.

## Présentation
La centrale se situe 100 Industrial Way à Springfield et a le monopole de fourniture d'énergie pour la ville.
Cette centrale est dans un état délabré et n'a visiblement pas beaucoup de personnel qualifié. Ce personnel ne s'en plaint cependant pas, ce qui explique sa rentabilité. Elle n'a pas été entretenue depuis son ouverture (entre 1974 et 1980), elle enfreint trois cent cinquante-deux règles de sécurité nucléaire, les réparations coûteraient 56 000 000 de dollars. Ces négligences engendrent des effets catastrophiques sur l'écosystème local : tous les arbres autour de la centrale sont morts et on trouve des poissons de trois à six yeux nageant dans la rivière proche de cette dernière. Aussi, la centrale peut provoquer des pluies acides, comme dans Et avec Maggie ça fait trois ou Un homme et deux femmes.
On apprend, dans l'épisode 13 de la saison 31 Frinkcoin, que c’est la seule centrale nucléaire au monde à fonctionner au charbon.

## Le secteur 7G
Le mur en face duquel Homer travaille change au cours des épisodes. 
- Une fenêtre par laquelle on voit les aéro-réfrigérants.
- Une carte des autres centrales dans le pays.
- Un mur vide
- Une plaque disant « Don't forget: you're here forever » (« N'oublie pas : tu es ici pour toujours »), phrase transformée par Homer pour en former une nouvelle : « Do it for her » (« Fais le pour elle ») à l'aide des photos de Maggie, et c'est d'ailleurs pour ça qu'il n'en porte jamais sur lui.

## Futur
Les épisodes Future-Drama et Le Mariage de Lisa nous apprennent que l'augmentation des besoins énergétiques de la ville fera augmenter le nombre de circuits de refroidissement (et peut-être aussi celui des réacteurs) qui passeront de deux à cinq.
Dans Le mariage de Lisa (qui se situe une dizaine d'années plus tard), Lenny et Carl ont été promus cadres tandis que Milhouse Van Houten est devenu surveillant. La centrale est manœuvrée par des robots mais Homer est toujours à son poste dans le Secteur 7G.
Il est impossible de savoir si ces « futurs » sont définitifs ou seulement des possibilités données par la machine du professeur Frink dans Future-Drama.